# Aurore (film, 2005)
Pour les articles homonymes, voir Aurore.
Pour plus de détails, voir Fiche technique et Distribution.
Aurore est un drame biographique cinématographique québécois réalisé par Luc Dionne et sorti en 2005. Le film est dédié à Aurore, Joseph et Lucina Gagnon. 
Le même sujet avait déjà été adapté au cinéma en 1952 dans La Petite Aurore, l'enfant martyre.

## Synopsis
Dans les années 1910, à Sainte-Philomène de Fortierville, Aurore Gagnon, six ans, vit dans une famille unie et heureuse. En 1918, sa mère, Marie-Anne Caron, décède de la tuberculose. Fraîchement veuf, son père, Télesphore Gagnon, épouse discrètement sa belle-cousine, également veuve récente, Marie-Anne Houde, mère de deux enfants qui est originaire du village voisin : Sainte-Sophie-de-Lévrard. Après la mort inexpliquée de deux enfants de Télesphore, Joseph et Lucina Gagnon, la marâtre s'en prend à Aurore, maintenant âgée de dix ans, qui est martyrisée avec la complicité et l'aide occasionnelle de son père.
Aurore, terrorisée par sa belle-mère, explique à son entourage les causes de ses blessures. De nombreuses personnes du village savent qui est la véritable coupable de son état mais préfèrent garder le silence. Le curé du village encourage même la marâtre à être sévère envers ses enfants, y compris Aurore. Seul le juge de paix est contre l'avis du curé Leduc, qui dit que Marie-Anne Houde veut rendre la « vie plus facile » à ses enfants.
Le 12 février 1920, Aurore, couverte de graves blessures, tombe par terre. La marâtre lui donne des coups de rondin pour qu'elle se relève mais en vain. Le juge de paix intervint et se rend compte qu'Aurore est décédée. Elle est transportée dans les sous-sols de l'église pour une autopsie. Le curé aperçoit le cadavre mutilé de l'enfant et comprend l'erreur qu'il a commise. Deux jours plus tard, aux funérailles d'Aurore, Marie-Anne Houde et Télesphore Gagnon sont arrêtés. Plus tard, le curé Leduc, qui ne croyait pas à l'histoire, dit qu'il faut « l'oublier pour toujours », mais le juge de paix le contredit en mettant tous les villageois de son côté. Rongé par le remords, le curé se suicide en se faisant exploser avec de la dynamite dans un trou qu'il creuse derrière l'église.
Marie-Anne Houde est condamnée à la pendaison. Sa peine est commuée en prison à vie. Télesphore Gagnon est accusé d'homicide involontaire. Le film se termine par la vue de la tombe d'Aurore Gagnon.

## Fiche technique
Source : IMDb et Films du Québec
- Titre original : Aurore
- Réalisation : Luc Dionne
- Scénario : Luc Dionne, d'après le roman biographique éponyme de André Mathieu
- Musique : Michel Cusson
- Direction artistique : Marc Ricard
- Conception visuelle : Michel Proulx
- Costumes : Francesca Chamberland
- Maquillage : Diane Simard
- Coiffure : Johanne Paiement
- Photographie : Louis De Ernsted
- Son : Philippe Scultéty, Marie-Claude Gagné, Michel Descombes, Réjean Juteau
- Montage : Isabelle Dedieu
- Production : Denise Robert, Daniel Louis
- Société de production : Cinémaginaire
- Société de distribution : Alliance Atlantis Vivafilm
- Budget : 6,5 millions $ CA
- Pays de production :  Canada
- Langue originale : français
- Format : couleur — format d'image : 1,85:1
- Genre : drame, film biographique
- Durée : 110 minutes
- Dates de sortie :
  - Canada : 27 juin 2005 (première à la Place des Arts de Montréal)[2]
  - Canada : 8 juillet 2005 (sortie en salle au Québec)
  - Canada : 29 novembre 2005 (DVD)
- Classification :
  - Québec : 13 ans et plus[3]

## Distribution
- Marianne Fortier : Aurore Gagnon (10 ans)
- Alice Morel-Michaud : Aurore Gagnon (6 ans)
- Hélène Bourgeois Leclerc : Marie-Anne Houde, belle-mère d'Aurore
- Serge Postigo : Télesphore Gagnon, père d'Aurore
- Rémy Girard : Oréus Mailhot, juge de paix
- Yves Jacques : curé Leduc
- Stéphanie Lapointe : Marie-Anne Caron, mère d'Aurore
- Sarah-Jeanne Labrosse : Marie-Jeanne Gagnon, sœur d'Aurore (12 ans)
- Marie-Ève Beauregard : Marie-Jeanne Gagnon (8 ans)
- Michel Forget : Nérée Caron, grand-père maternel d'Aurore
- Monique Spaziani : Azrélie Caron, grand-mère maternelle d'Aurore
- Francine Ruel : Zilda Lemay
- Michel Barrette : Adjutor Gagnon
- Luc Senay : Arcadius Lemay
- Gaston Lepage : Alphonse Chandonnet
- Albert Millaire : l'évêque
- Noémie Yelle : Véronique Caron
- Jean Marchand : Dr Andronic Lafond
- Catherine Trudeau : sœur Anna
- Muriel Dutil : mère supérieure
- Noël Burton : Me Fitzpatrick
- Johanne Fontaine : Mme Mailhot
- Stéphane St-Martin : Onésime Gagnon
- Jacob Leduc : Joseph Gagnon
- Michaël Plante : garçon de Marie-Anne Houde
- Ludivine Reding : écolière
- Annette Garant : religieuse
- Pierre Collin : Gédéon Gagnon

## Analyse

### Différences avec les faits historiques
- Ce n'est pas le juge de paix qui se rendit compte de l'état d'Aurore juste avant qu'elle ne meure et contre l'avis du curé, mais c'est ce dernier qui lui téléphona le 12 février 1920.[réf. nécessaire]
- Le prêtre ne se suicida pas, il mourut dans un accident en 1923[4].